# Armoriale dei comuni della Côte-d'Or
Questa pagina contiene le armi (stemma e blasonatura) dei comuni della Côte-d'Or.
| Stemma | Nome del comune e blasonatura |
| ------ | --- |
|        | Ahuy D'azur au demi-pal ondé d'argent en pointe accompagné en chef de trois roses d'or boutonnées de gueules posées 1 et 2, au pont à une arche d'argent, ouvert et maçonné de sable brochant le pal (d'azzurro, al semipalo ondato d'argento in punta, accompagnato da tre rose d'oro bottonate di rosso poste 1 e 2, al ponte di un arco d'argento, aperto e murato di nero attraversante sul palo) |
|        | Aignay-le-Duc De gueules à six billettes d'argent (di rosso, a sei biglietti d'argento 3, 2, 1) |
|        | Aiserey De gueules au vase d'or soutenu d'un croissant et garni d'un bouquet de cinq fleurs tigées et feuillées, le tout d'argent, les fleurs boutonnées d'or (di rosso, al vaso d'oro sostenuto da un crescente e guarnito da un mazzo di cinque fiori fustati e fogliati, il tutto d'argento, i fiori bottonati d'oro) |
|        | Aloxe-Corton D'or à l'aigle bicéphale couronnée de sable, à la champagne d'azur chargée d'une coupe de deux anses d'argent (d'oro, all'aquila bicefala coronata di nero, alla campagna d'azzurro caricata da una coppa a due anse d'argento) |
|        | Ampilly-le-Sec D'azur aux deux rencontre de cerf d'or posées en pal, au chef d'argent chargé de trois roues de moulin de gueules (d'azzurro, a due rincontri di cervo d'oro ordinati in palo, al capo d'argento caricato di tre ruote da mulino di rosso) |
|        | Arc-sur-Tille Bandé de gueules et d'or de six pièces (bandato di rosso e d'oro) |
|        | Arceau D'azur à la bande d'or accompagnée de douze billettes du même, six en chef posées 3,2 et 1 et six en pointe posées 1, 2, 2 et 1 (d'azzurro, alla banda d'oro accompagnata da dodici biglietti dello stesso, sei in capo posti 3, 2 e 1 e sei in punta posti 1, 2, 2 e1) |
|        | Argilly D'or au deux pals de sable (d'oro, a due pali di nero) |
|        | Arnay-le-Duc D'azur aux trois tour crénelées et couvertes d'argent, ouvertes d'or, ajourées, maçonnées et girouettées de sable, celle du milieu plus haute (d'azzurro, a tre torri merlate e coperte d'argento, aperte d'oro, finestrate, murate e banderuolate di nero, quella centrale più alta) |
|        | Asnières-lès-Dijon D'azur à l'épi de blé et à la grappe de raisin, tigée et feuillée, le tout d'or, mouvant d'un croissant d'argent, au chef cousu de gueules chargé d'une croisette tréflée aussi d'o (d'azzurro, alla spiga di grano e al grappolo d'uva, fustato e fogliato, il tutto d'oro, moventi da un crescente d'argento; al capo cucito di rosso caricato da una crocetta trifogliata pure d'oro) |
|        | Aubigny-lès-Sombernon De gueules au lion d'hermine (di rosso, al leone d'armellino) |
|        | Auvillars-sur-Saône D'or au fasce ondée d'azur abaissée accompagné en chef d'un aigle éployé de sable et en pointe de deux têtes de sanglier arrachées aussi de sable surmontées d'une étoile six raie de gueules; au chef aussi d'azur aux deux quintefeuilles d'or (d'oro, alla fascia ondata d'azzurro, abbassata, accompagnata in capo da un'aquila spiegata di nero e in punta da due teste strappate di cinghiale pure di nero, sormontate da una stella di sei raggi di rosso; al capo pure d'azzurro, a due cinquefoglie d'oro) |
|        | Auxey-Duresses Parti d'or et de gueules, au chevron renversé brochant de sinople, à la serpette brochant sur le tout d'argent, emmanchée de sable, posée en pal (partito d'oro e di rosso, allo scaglione rovesciato di verde attraversante, alla roncola d'argento, manicata di nero, posta in palo e attraversante sul tutto) |
|        | Auxonne D'azur, à une croix ancrée d'argent (d'azzurro, alla croce ancorata d'argento) |
|        | Auxonne Parti: au premier coupé, au I d'azur semé de fleurs de lys d'or à la bordure componée d'argent et de gueules, au II bandé d'or et d'azur de six pièces à la bordure de gueules, au second d'azur à la demi-croix ancrée d'argent mouvant de la partition (semitroncato-partito: nel 1º d'azzurro seminato di gigli d'oro, alla bordura composta d'argento e di rosso; nel 2º bandato d'oro e d'azzurro, alla bordura di rosso; nel 3º d'azzurro, alla mezza croce ancorata d'argento movente dalla partizione) |
|        | Avot Palé d'argent et de gueules de six pièces, à la croix ancrée de sable brochant sur le tout, au chef d'or chargé de trois coquilles d'azur (palato d'argento e di rosso, alla croce ancorata di nero attraversante sul tutto, al capo d'oro caricato di tre conchiglie d'azzurro) |
|        | Baigneux-les-Juifs D'azur aux trois bandes d'or chargées chacune d'une double chaîne d'anneaux accolés de sable (d'azzurro, a tre bande d'oro, caricate ciascuna da una doppia catena di anelli accollati di nero) |
|        | Balot D'azur à la bande d'or accompagnée d'un lion aussi d'or, au chef d'argent chargé d'une clé d'azur (d'azzurro, alla banda d'oro, accompagnata da un leone pure d'oro; al capo d'argento, caricato da una chiave d'azzurro) |
|        | Baubigny D'azur à la fasce d'or surmontée de trois besants du même rangés en chef et soutenue d'une anille aussi d'or (d'azzurro, alla fascia d'oro sormontata da tre bisanti dello stesso, ordinati in fascia nel capo, e sostenuto da un ferro d'ancoraggio pure d'oro) |
|        | Baulme-la-Roche Coupé: au premier parti au I d'argent à la croix de gueules chargée de cinq roses du champ et au II d'azur au dextrochère de carnation vêtu d'argent tenant une crosse d'or, au second d'azur à la montagne de trois coupeaux d'or; à la divise d'or brochant sur la partition chargée d'une burelle ondée d'azur (troncato: nel 1º partito nel I d'argento, alla croce di rosso, caricata di cinque rose del campo e nel II d'azzurro, al destrocherio di carnagione vestito d'argento tenente un pastorale d'oro; nel 2º d'azzurro, alla montagna di tre cime d'oro; alla divisa d'oro attraversante sulla partizione e caricata da una burella ondata d'azzurro) |
|        | Beaulieu Parti au premier d'azur à une tour et demie mouvante du parti, les deux d'argent; au deuxième d'or à un lion de gueules (partito: nel 1º d'azzurro, a una torre e mezza movente dalla partizione, entrambe d'argento; nel 2º d'oro, al leone di rosso) |
|        | Beaune D'azur à la Vierge tenant l'Enfant Jésus sur son bras senestre, le tout d'argent, les bords de la draperie étant d'or, la mère et le fils auréolés du même, la Vierge tenant de sa main dextre une grappe de raisin de sable tigée et feuillée de sinople, l'Enfant Jésus tenant dans sa main senestre un monde cerclé, cintré et croisé d'or (d'azzurro, alla Madonna tenente il bambino Gesù con la mano sinistra, il tutto d'argento, col vestito bordato d'oro, la madre e il figlio nimbati dello stesso, la Vergine tenente con la mano destra un grappolo d'uva di nero, fustato e fogliato di verde; il bambino Gesù tiene con la mano sinistra un mondo cerchiato, cinto e crociato d'oro) |
|        | Belan-sur-Ource D'azur, à la croix d'or cantonnée de quatre trèfles aussi d'or (d'azzurro, alla croce d'oro, accantonata da quattro trifogli dello stesso) |
|        | Bellefond De gueules à la devise ondée d'argent et à une vergette d'or brochant, chargée d'une flèche de sable la pointe en haut, le tout cantonné de quatre tourelles aussi d'argent ouvertes et ajourées du champ, couvertes et girouettées d'or (di rosso, alla divisa ondata d'argento e una verghetta d'oro attraversante, caricata da una freccia di nero, con la punta in alto, il tutto accantonato da quattro torri pure d'argento, aperte e finestrate del campo, coperte e banderuolate d'oro) |
|        | Bellenod-sur-Seine Ecartelé au 1 et au 4 d'hermines à la fasce de gueules et au 2 et au 3 de gueule à trois tours d'or (inquartato: nel 1º e4º d'armellino, alla fascia di rosso; nel 2º e 3º di rosso, a tre torri d'oro) |
|        | Bèze D'azur à la clef et à l'épée, le tout d'argent, posées en sautoir et aux quatre fleurs de lys d'or réparties en chef, en pointe, à dextre et à senestre (d'azzurro, alla chiave e la spada, il tutto d'argento, poste in decusse e accantonate da quattro gigli d'oro) |
|        | Binges D'argent au chêne arraché de sinople englandé d'or, au chef de gueules chargé de trois chabots d'or (d'argento, alla quercia sradicata di verde, ghiandifera d'oro; al capo di rosso, caricato di tre scazzoni di rosso) |
|        | Bissey-la-Côte D'azur aux trois épis de blé d'or, au chef de gueules chargé d'une croix de Malte d'argent (d'azzurro, a tre spighe di grano d'oro, ordinate in fascia; al capo di rosso, caricato da un croce di Malta d'argento) |
|        | Bissey-la-Pierre Tranché,au premier d'azur au lion d'or, au second d'or aux deux fasces ondées d'azur, la deuxième abaissée (trinciato: nel 1º d'azzurro, al leone d'oro; nel 2º d'oro, a due fasce ondate d'azzurro, la seconda abbassata) |
|        | Bligny-sur-Ouche De gueules à l'arc d'or posé en barre décochant une flèche d'argent posée en bande (di rosso, all'arco d'oro posto in banda, incoccato d'argento) |
|        | Bonnencontre De gueules à l'aigle d'or membré de sinople, au chef cousu d'azur chargé de trois étoiles aussi d'or (di rosso, all'aquila d'oro, membrata di verde, al capo cucito d'azzurro, caricato di tre stelle pure d'oro) |
|        | Boudreville Ecartelé, au premier et au quatrième d'argent aux trois mouchetures de sable, au deuxième et au trois troisième d'or à la roue de moulin aussi de sable, à l'écusson d'azur aux trois fleurs de lys d'or accompagnées, en abîme, d'un bâton péri de gueules en barre brochant le tout (inquartato: nel 1º e 4º d'argento, a tre moscature d'armellino; nel 2º e 3º d'oro, alla ruota da mulino di nero; sul tutto d'azzurro a tre gigli d'oro accompagnati in cuore da un bastone scorciato di rosso posto in banda) |
|        | Bouix Coupé, au premier de gueules aux deux clés d'argent, passées en sautoir surmontées d'une fleur de lys d'or, au second d'argent aux trois grappes de raisin de sinople, tigées et feuillées aussi de sinople (troncato: nel 1º di rosso, a due chiavi d'argento, poste in decusse e sormontate da un giglio d'oro; nel 2º d'argento, a tre grappoli di vite di verde, fustati e fogliati dello stesso) |
|        | Brazey-en-Plaine Ecartelé en sautoir: au premier de gueules à l'étoile de huit rais d'or, au deuxième d'or au fer de lance renversé de sable, au troisième d'or au couteau renversé de sable recourbé la pointe à dextre, au quatrième de gueules à la rose d'or (inquartato in decusse: nel 1º di rosso, alla stella di otto raggi d'oro; nel 2º d'oro, al ferro di lancia rovesciato di nero; nel 3º d'oro, al coltello rovesciato di nero, con la punta volta verso destra; nel 4º di rosso, alla rosa d'oro) |
|        | Brémur-et-Vaurois Ecartelé; au premier et au quatrième d'azur aux trois tours d'or ouvertes, ajourées et maçonnées de sable, au chef aussi d'or chargé d'un heaume de sable; au deuxième et au troisième toujour d'or à la rose de gueules, pointée, tigée et feuillée de sinople (inquartato: nel 1º e 4º d'azzurro, a tre torri aperte, finestrate e murate di nero, al capo pure d'oro caricato di un elmo di nero; nel 2º e 3º sempre d'oro, alla rosa di rosso, punteggiata, fustata e fogliata di verde) |
|        | Bretenière D'azur aux trois martinets d'argent, au chef de gueules chargé de trois coquilles d'or (d'azzurro, a tre rondoni d'argento, al capo di rosso caricato di tre conchiglie d'oro) |
|        | Brognon D'azur à la bande d'or, accompagnée de six besants du même (d'azzurro, alla banda d'oro, accompagnata da sei bisanti dello stesso) |
|        | Buncey Mi-parti, au premier bandé d'or et d'azur de six pièce, au second d'azur à la fleur de lys d'or (semipartito: nel 1º bandato d'oro e d'azzurro; nel 2º d'azzurro, al giglio d'oro) |
|        | Bure-les-Templiers Tiercé en pairle, au 1er d'argent au sceau de sable, au 2eme d'or au hêtre de sinople, au 3ème d'azur aux trois plumes d'or posées 2 et 1 (interzato in pergola: nel 1º d'argento, al sigillo di nero; nel 2º d'oro, al faggio di verde; nel 3º d'azzurro, a tre piume d'oro, poste 2 e 1) |
|        | Busseaut Ecartelé; au 1er d'argent à la croix de sable; au 2ème d'or au rameau de buis de sinople posé en bande; au 3ème d'argent à 2 branches d'olivier de sinoples posées en sautoir, avec au centre un coeur de gueules; au 4ème de gueules à la fasce d'or, au chef échiqueté de trois traits d'argent et d'azur (inquartato: nel 1º d'argento, alla croce di nero; nel 2º d'oro, al ramo di bosso di verde posto in banda; nel 3º d'argento, a due rami d'olivo di verde posti in decusse, con al centro un cuore di rosso; nel 4º di rosso, alla fascia d'oro, al capo scaccato di tre tratti d'argento e d'azzurro) |
|        | La Bussière-sur-Ouche Bandé d'or et d'azur de six pièces, à la bordure de gueules, au pal aussi d'azur brochant sur le tout chargé d'une crosse aussi d'or (bandato d'oro e d'azzurro, alla bordura di rosso, al palo pure d'azzurro attraversante sul tutto e caricato da un pastorale d'oro) |
|        | Chambœuf Bandé d'azur et d'or de six pièces, la deuxième bande d'or chargée de trois mâcles de gueules (bandato d'azzurro e d'oro, con la seconda banda d'oro caricata di tre losanghe forate di rosso) |
|        | Chamesson Vairé d'argent et d'azur, au chef de gueules chargé de deux pics d'or passés en sautoir entre deux cloux d'argent (di vaio; al capo di rosso, caricato da due picconi in decusse d'oro tra due chiodi d'argento) |
|        | Champdôtre D'or à la fasce ondée d'azur, à la crosse de sable brochant en pal (d'oro, alla fascia ondata d'azzurro, al pastorale di nero attraversante in palo) |
|        | Charrey-sur-Seine Coupé, au premier de gueules aux deux clés d'argent passées en sautoir surmontées d'une fleur de lys d'or, au second d'azur aux trois feuilles de chêne d'or (troncato: nel 1º di rosso, a due chiavi d'argento passate in decusse e sormontate da un giglio d'oro; nel 2º d'azzurro, a tre foglie di quercia d'oro) |
|        | Châteauneuf D'or au fasce de sable, aux trois coquilles aussi de sable en chef (d'oro, alla fascia di nero, accompagnata da tre conchiglie dello stesso ordinate in fascia nel capo) |
|        | Châtillon-sur-Seine De gueules au château en perspective de quatres d'argent, maçonné de sable, au chef cousu d'azur chargé de trois fleurs de lys d'or (di rosso, al castello in prospettiva di quattro torri d'argento, murato di nero; al capo cucito d'azzurro caricato di tre gigli d'oro) |
|        | Chemin-d'Aisey D'or aux chef de gueules, à la bande componnée aussi d'or et de sable de cinq pièces brochant sur le tout (d'oro, al capo di rosso, alla banda composta d'oro e di nero di cinque pezzi attraversante sul tutto) |
|        | Chenôve De gueules à la croix d'argent remplie de sable, au chef parti: au I d'azur semé de fleurs de lys d'or et à la bordure componée d'argent et de gueules, au II bandé d'or et d'azur de six pièces et à la bordure de gueules (di rosso, alla croce ancorata d'argento ripiena di nero; al capo partito: nel 1º d'azzurro, seminato di gigli d'oro, alla bordura composta d'argento e di rosso; nel 2º bandato d'oro e d'azzurro, alla bordura di rosso) |
|        | Chorey-les-Beaune Ecartelé: au premier et au quatrième bandé d'or et d'azur de six pièces, à la bordure engrelée de gueules, au deuxième d'azur aux trois gerbes de blé cousue de gueules, au troisième de sable aux trois étoiles d'argent (inquartato: nel 1º e 4º bandato d'oro e d'azzurro, alla bordura spinata di rosso; nel 2º d'azzurro, a tre covoni di grano cuciti di rosso; nel 3º di nero, a tre stelle d'argento) |
|        | Clénay De sinople au pal cousu d'or, chargé d'une vergette ondée d'azur, au chef soutenu d'une trangle d'or, palé d'azur et d'argent de six pièces à la bande de gueules brochant et chargée de trois coquilles d'or dans le sens de la bande (di verde, al palo d'oro, caricato da una verghetta ondata d'azzurro, al capo sostenuto da una trangla d'oro, palato d'azzurro e d'argento, alla banda di rosso attraversante e caricata di tre conchiglie d'oro poste nel senso della pezza) |
|        | Collonges-lès-Premières Ecartelé: au premier et au quatrième d'argent aux deux écots de gueules passés en sautoir, au deuxième et au troisième aussi de gueules à la fasce nébulée de sable et d'or (inquartato: nel 1º e 4º d'argento, a due bastoni noderosi di rosso passati in decusse; nel 2º e 3º pure di rosso, alla fascia nebulosa d'oro e di nero) |
|        | Combertault Ecartelé: au premier d'argent au trois croisettes de sable, au deuxième et au troisième d'azur aux trois heaumes de profil d'or, au quatrième d'argent aux trois pals de gueules et au chef soudé d'or chargé de trois coquilles de sable (inquartato: nel 1º d'argento, a tre crocette di nero; nel 2º e 3º d'azzurro, a tre elmi di profilo d'oro; nel 4º d'argento, a tre pali di rosso, col capo saldato d'oro caricato di tre conchiglie di nero) |
|        | Comblanchien Ecartelé, au premier d'argent à la rose de gueules, au deuxième et au troisième d'orangé, maçonné de sable de sept carreaux, au quatrième d'argent au cep de vigne de sinople, fruité d'azur, l'échalas de sable (inquartato: nel 1º d'argento, alla rosa di rosso; nel 2º e 3º d'arancio, murato di sette mattoni di nero; nel 4º d'argento, al ceppo di vite di verde, fruttato d'azzurro, al tutore di nero) |
|        | Corcelles-les-Monts De sinople au coq hardi d'argent, membré, becqué, crêté et barbé de gueules; au chef ondé aussi d'argent (di verde, al gallo ardito d'argento, membrato, imbeccato, crestato e bargigliato di rosso; al capo ondato pure d'argento) |
|        | Cormot-le-Grand 'D'argent au tau de gueules; accompagné de six roses du même, pointées d'or; mantelé de sinople (di verde, alla punta d'argento, al tau di rosso attraversante, accompagnato da sei rose dello stesso, punteggiate d'oro, poste in orlo) |
|        | Coulmier-le-Sec D'azur au chevron d'or accompagné de trois molettes d'or, disposés 2 et 1, au chef de gueules chargé de trois coquilles d'argent (d'azzurro, allo scaglione d'oro, accompagnato da tre rotelle di sperone d'oro, poste 2 e 1; al capo di rosso, caricato di tre conchiglie d'argento) |
|        | Courban D'argent maçonné de sable, chaussé de sinople chargé de deux croisette d'or, le dit chaussé bordé d'argent; à la champagne du même chargée d'une épée de gueules posée en fasce (d'argento, murato di nero, calzato di verde bordato d'argento e caricato di due crocette d'oro; alla campagna dello stesso caricata di una spada di rosso posta in fascia) |
|        | Couternon De gueules au chevron d'or accompagné de trois coquilles d'argent, deux en chef et une en pointe (di rosso, allo scaglione d'oro, accompagnato da tre conchiglie d'argento, due in capo e una in punta) |
|        | Créancey D'azur à la montagne de trois monts d'or en pointe surmontée d'une tour d'argent, ouverte et maçonnée de sable; au chef de gueules chargé de trois comètes d'or chevelée d'argent posées en pal (d'azzurro, alla torre d'argento, aperta e murata di nero, fondata su una montagna di tre cime d'oro nascente dalla punta; al capo di rosso, caricato di tre stelle comete d'oro, codate d'argento e poste in palo) |
|        | Crimolois Taillé d'argent et d'azur à la croix de Malte de l'un et de l'autre chargé en franc canton dextre d'un C de gueules (tagliato d'argento e d'azzurro, alla croce di Malta dell'uno nell'altro, caricato nel canton franco destro da una C di rosso) |
|        | Curley D'argent aux trois roses de gueules boutonnées d'or et pointées de sinople accompagnées de trois glands d'or à la coque de sinople rangés en pairle, les coques aux centre (d'argento, a tre rose di rosso, bottonate d'oro e punteggiate di verde, accompagnate da tre ghiande d'oro, col guscio di verde, ordinate in pergola, con i gusci al centro) |
|        | Daix De gueules au gril d'argent au chef bandé d'or et d'azur de six pièces et à une bordure de gueules (di rosso, alla graticola d'argento; al capo bandato d'oro e d'azzurro con la bordura di rosso) |
|        | Dampierre-et-Flée D'azur au pal ondé d'argent accompagné en chef de deux clés d'or posées en pal, l'une contournnée à dextre, l'autre renverssée contournée à senestre, au pont d'une arche d'argent, maçonné de sable brochant le pal (d'azzurro, al palo ondato d'argento, accompagnato in capo da due chiavi d'oro, una rivoltata a destra, l'altra rovesciata e rivoltata a sinistra, al pontedi un arco d'argento, murato di nero e attraversante sul palo) |
|        | Darcey D'azur aux deux clefs d'or adossées, les anneaux en losange pommetée entretenus (d'azzurro, a due chiavi d'oro addossate, con gli anelli a losanga pomettata intrecciati) |
|        | Digione De gueules, aux pampres d'or feuillés de sinople (di rosso, ai pampini d'oro fogliati di verde) |
|        | Digione De gueules, au chef parti, au premier d'azur semé de fleurs de lis d'or et à la bordure componée d'argent et de gueules, au deuxième bandé d'or et d'azur de six pièces et à la bordure de gueules (di rosso; al capo partito, nel 1° d'azzurro seminato di gigli d'oro, alla bordura composta d'argento e di rosso; nel 2° bandato d'oro e d'azzurro, alla bordura di rosso) |
|        | Échalot D'azur à la gerbe d'or liée de gueules, à la bordure de aussi de gueules (d'azzurro, al covone d'oro legato di rosso; alla bordura pure di rosso) |
|        | Échenon D'or à la bande d'azur accompagnée, en chef, d'un épi de maïs au naturel feuillé de sinople et, en pointe, d'une meule de moulin de sable (d'oro, alla banda d'azzurro, accompagnata, in capo, da una spiga di mais al naturale fogliata di verde e, in punta, da una mola di mulino di nero) |
|        | Esbarres De gueules aux trois barres d'or, celle du milieu chargée de trois annelets du champ (di rosso, a tre sbarre d'oro, quella centrale caricata da tre anelletti del campo) |
|        | Essarois D'argent aux trois quintefeuilles de gueules (d'argento, a tre cinquefoglie di rosso) |
|        | Étais D'azur aux trois têtes de bélier d'argent, au chef bandé d'or et d'azur de six pièces borduré de gueules (d'azzurro, a tre teste d'ariete d'argento, al capo bandato d'oro e d'azzurro, bordato di rosso) |
|        | Étalante D'azur à la fasce ondée haussée d'argent, à la coquille d'or en pointe (d'azzurro, alla fascia ondata alzata d'argento, alla conchiglia d'oro in punta) |
|        | Étaules D'azur à la bande d'or, accompagnée en chef de trois molettes du même (d'azzurro, alla banda d'oro, accompagnata in capo da tre rotelle di sperone dello stesso) |
|        | Étrochey Parti, au premier bandé d'or et d'azur de cinq pièces à la bordure de gueules, au second d'azur à la bande d'argent côtoyée de deux doubles cotices potencées et contre-potencées d'or, au pont à trois arches de sable brochant sur le tout (partito: nel 1º bandato d'oro e d'azzurro di cinque pezzi, alla bordura di rosso; nel 2º d'azzurro, alla banda d'argento accostata da due doppie cotisse potenziate e contropotenziate d'oro; al ponte di tre archi di nero attraversante sul tutto) (blasonatura originale non corretta -da rivedere) |
|        | Fauverney D'azur au rais d'escarboucle fleurdelisé d'or |
|        | Fauverney Coupé: au premier de gueules au lion issant d'or, au second d'argent à la fauvette de gueules posée sur une branche du même (troncato: nel 1º di rosso, al leone nascente d'oro; nel 2º d'argento, alla silvia di rosso, posata su un ramo dello stesso) |
|        | Faverolles-lès-Lucey D'or au pied de faverole de sinople mouvant de la pointe, au chef pati au I d'azur à la croix d'or cantonnée au 1 et au 4 d'une fleur de lys du même, au 2 et au 3 d'une étoile aussi d'or, et au II d'azur au sautoir cousu de gueules cantonné de quatre fleurs de lys d'or (d'oro, alla pianta di fava di verde movente dalla punta; al capo partito: nel 1º d'azzurro, alla croce d'oro accantonata in 1 e 4 da un giglio dello stesso e in 2 e 3 da una stella pure d'oro; nel 2º d'azzurro, al decusse cucito di rosso, accantonato da quattro gigli d'oro) |
|        | Fénay De gueules papelonné d'or, à la rose du même boutonnée de sable dans la première pièce du chef, à la divise d'azur brochante, au lion aussi d'or brochant sur le tout (di rosso squamato d'oro, alla rosa dello stesso bottonata di nero nel primo pezzo del capo, alla fascia in divisa d'azzurro attraversante, al leone pure d'oro attraversante sul tutto) |
|        | Fixin De pourpre aux trois abeilles d'or, au chef parti: au I d'azur semé de fleurs de lys d'or et à la bordure componée d'argent et de gueules, au II bandé d'or et d'azur de six pièces et à la bordure de gueules (di porpora a tre api d'oro; al capo partito: nel 1º d'azzurro seminato di gigli d'oro, alla bordura composta d'argento e di rosso; nel 2º bandato d'oro e d'azzurro, alla bordura di rosso) |
|        | Flacey Ecartelé, au 1 d'azur semé de fleurs de lys d'or à la bordure componée d'argent et de gueules, au 2 de sinople au courlis d'or, au 3 d'or à la grenouille de sinople, au 4 bandé d'or et d'azur de six pièces à la bordure de gueules (inquartato: nel 1º d'azzurro seminato di gigli d'oro, alla bordura composta d'argento e di rosso; nel 2º di verde, al chiurlo d'oro; nel 3º d'oro alla rana di verde; nel 4º bandato d'oro e d'azzurro, alla bordura di rosso) |
|        | Flavigny-sur-Ozerain d'azur à la lettre F capitale couronnée d'or (d'azzurro, alla lettera maiuscola F coronata d'oro) |
|        | Fleurey-sur-Ouche D'azur à l'épée d'argent, aux deux clefs d'or contournées passées en sautoir, au chef du même chargé d'une rose de gueules pointée de sinople et boutonnée aussi d'or (d'azzurro, alla spada d'argento, caricata da due chiavi d'oro poste in decusse; al capo d'oro caricato da una rosa di rosso, punteggiata di verde e bottonata pure d'oro) |
|        | Fontaine-Française D'argent à la croix de gueules (d'argento, alla croce di rosso) |
|        | Fontaine-lès-Dijon D'azur à la fasce ondée d'argent accompagnée en chef de trois saffres d'or (d'azzurro, alla fascia ondata d'argento, accompagnata in capo da tre saffres (?) d'oro) |
|        | Francheville D'argent au pile de sable chargé en chef d'une étoile six raies d'or, à la bordure de sinople (d'argento, alla pila di nero caricata in capo da una stella di sei raggi d'oro; alla bordura di verde) |
|        | Genlis D'argent fretté de sable de six pièces, au chef de gueules chargé de trois quintefeuilles d'or (d'argento, cancellato di nero; al capo di rosso, caricato di tre cinquefoglie d'oro) Formula: 06:CNC:ARG/NIG/6+(PO:CHE:RUB+3QFOL:AUR/ORBAR) |
|        | Gevrey-Chambertin Parti: au premier de gueules aux deux clefs d'argent passées en sautoir et l'épée haute du même brochante et garnie d'or, au second coupé: au I d'azur semé de fleurs de lys d'or et à la bordure componée d'argent et de gueules, au II bandé d'or et d'azur de six pièces et à la bordure de gueules (partito: nel 1º di rosso, a due chiavi d'argento poste in decusse e la spada alta dello stesso attraversante e guarnita d'oro; nel 2º troncato: nel I d'azzurro seminato di gigli d'oro, alla bordura composta d'argento e di rosso, nel II bandato d'oro e d'azzurro, alla bordura di rosso) |
|        | Gilly-lès-Cîteaux De gueules à la rencontre de cerf d'or surmontée entre ses bois d'une étoile renversé du même, au chef d'azur chargé à dextre d'un épi aussi d'or posé en bande et à senestre d'une grappe de raisin du même posée en pal et aussi soutenu d'une trangle d'argent (di rosso, al rincontro di cervo d'oro sormontato da una stella rovesciata dello stesso; al capo d'azzurro sostenuto da una trangla d'argento, caricato a destra da una spiga pure d'oro posta in banda e a sinistra da un grappolo d'uva dello stesso posto in palo) |
|        | Gomméville Coupé, au premier d'azur au sautoir cousu de gueules cantonné de quatre fleurs de lys d'or, au second de gueules aux deux clés d'argent, passées en sautoir surmontées d'une fleur de lys d'or (troncato: nel 1º d'azzurro, al decusse cucito di rosso, accantonato da quattro gigli d'oro; nel 2º di rosso, a due chiavi d'argento, passate in decusse e sormontate da un giglio d'oro) |
|        | Grancey-le-Château-Neuvelle De gueules au château de trois tours d'argent, ajouré et maçonné de sable, chargé en coeur d'un écusson d'azur au lion d'or (di rosso, al castello di tre torri d'argento, finestrato e murato di nero, caricato in cuore da uno scudetto d'azzurro al leone d'oro) |
|        | Griselles De gueules à l'aigle d'or, au chef d'argent chargé de trois tourteaux aussi de gueules (di rosso, all'aquila d'oro; al capo d'argento, caricato di tre torte di rosso) |
|        | Is-sur-Tille D'azur à deux vrillons d'argent en sautoir et à une crosse de même, brochant sur le tout (d'azzurro, a due succhielli d'argento in decusse, al pastorale dello stesso attraversante sul tutto) |
|        | Izeure De sinople au chevron ondé renversé d'azur accompagné, en chef d'une hure de sanglier d'argent armée de gueules et en pointe de deux épis de blé d'or, tigés et feuillés du même posés aussi en chevron renversé (di verde, allo scaglione ondato rovesciato d'azzurro, accompagnato in capo da un grugno di cinghiale d'argento, armato di rosso, e in punta da due spighe di grano d'oro, fustate e fogliate dello stesso, poste pure in scaglione rovesciato) |
|        | Izier D'azur aux deux lances de tournoi d'or passées en sautoir, au maillet du même brochant sur le tout (d'azzurro, a due lance da torneo d'oro, passate in decusse, al maglietto dello stesso attraversante sul tutto) |
|        | Labergement-lès-Auxonne De sinople au fasce ondé d'azur brochant surmonté d'une pierre d'argent; aux trois joncs au naturel à dextre, trois épis de blé d'or feuillés du même à senectre, le tout en pointe posé en chevron renversé; au chef bandé d'or et d'azur de six pièces borduré de gueules (di verde, alla fascia ondata d'azzurro, sormontata da una pietra d'argento; a tre giunchi al naturale a destra con tre spighe di grano d'oro fogliate dello stesso a sinistra, il tutto posto in punta a scaglione rovesciato; al capo bandato d'oro e d'azzurro, bordato di rosso) |
|        | Ladoix-Serrigny De gueules à deux clés d'argent passées en sautoir accompagnées en pal d'une croix triple d'or (di rosso, a due chiavi d'argento passate in decusse, accompagnate da una croce tripla d'oro posta in palo) |
|        | Laignes De gueules à la bande d'or, accompagnée de deux tour d'argent, ajourées et maçonnées de sable (di rosso, alla banda d'oro, accompagnata da due torri d'argento, finestrate e murate di nero) |
|        | Laperrière-sur-Saône D'azur à trois lézards d'argent deux et un, au chef parti, au premier d'azur semé de fleurs de lys d'or à la bordure componée d'argent et de gueules, au second bandé d'or et d'azur de six pièces à la bordure de gueules (d'azzurro, a tre lucertole d'argento; al capo partito: nel 1º d'azzurro seminato di gigli d'oro, alla bordura composta d'argento e di rosso; nel 2º bandato d'oro e d'azzurro, alla bordura di rosso) |
|        | Larrey Ecartelé, au premier d'azur au lion d'or, au deuxième d'or à la croix de gueules, au troisième de gueules à trois jumelles d'argent, au quatrième d'azur à la fasce ondée d'argent accompagnée de trois quintefeuilles d'or (inquartato: nel 1º d'azzurro, al leone d'oro; nel 2º d'oro, alla croce di rosso; nel 3º di rosso, a tre gemelle d'argento; nel 4º d'azzurro, all afascia ondata d'argento, accompagnata da tre cinquefoglie d'oro) |
|        | Lechâtelet D'azur à l'écusson bandé de six pièces d'or et d'azur à la bordure de gueules, l'écusson accompagné de trois ancres d'argent, deux en chef et une en pointe; à la bordure d'or crénelée en chef brochant le tout (d'azzurro, allo scudetto bandata d'oro e d'azzurro bordato di rosso e accompagnato da tre ancore d'argento, due in capo e una in punta; alla bordura d'oro merlata in capo e attraversante sul tutto) |
|        | Leuglay Ecartelé, au premier et au quatrième d'or au lion de gueules, au deuxième d'azur à trois palmes aussi d'or, en barre, rangées en bande, au troisième aussi d'azur aussi d'azur à la croix d'or cantonnée en I et IV d'une étoile et en II et III d'une fleur de lys le tout du même (inquartato: nel 1ºe 4º d'oro, al leone di rosso; nel 2º d'azzurro, a tre palme pure d'oro, poste in sbarra e ordinate in banda; nel 3º pure d'azzurro, alla croce d'oro, accantonata nel I e IV da una stella e nel II e III da un giglio, il tutto dello stesso) |
|        | Liernais De gueules au boeuf d'argent, au chef soutenu d'une trangle du même et parti: au premier d'azur au faisceau de licteur d'or, lié d'argent, la hache du même, au second aussi d'azur aux deux brochets d'argent nageant l'un sur l'autre (di rosso, al bove d'argento; al capo sostenuto da una trangla dello stesso e partito: nel 1º d'azzurro, al fascio da littore d'oro, legato d'argento, con l'ascia dello stesso; nel 2º pure d'azzurro, a due lucci d'argento nuotanti l'uno sull'altro) |
|        | Lignerolles D'azur à la crosse abbatiale accostée de deux branches de chêne feuillées le tout d'or (d'azzurro, alla croce abbaziale accostata da due rami di quercia fogliati, il tutto d'oro) |
|        | Longchamp Parti au premier d'or au pot ansé d'azur, au deuxième d'argent au chêne de sable sur une terresse de sinople; au chef parti, au premier d'azur semé de fleurs de lys d'or à la bordure componée d'argent et de gueules, au second bandé d'or et d'azur de six pièces à la bordure de gueules (partito: nel 1º d'oro al vaso biansato d'azzurro; nel 2º d'argento, alla quercia di nero, su una terrazza di verde; al capo partito: nel 1º d'azzurro seminato di gigli d'oro, alla bordura composta d'argento e di rosso; nel 2º bandato d'oro e d'azzurro, alla bordura di rosso) |
|        | Longeault Taillé au premier de gueules à trois maillets d'or placés en orle, au second, d'azur au château d'argent, à la barre d'or frettée de sable, brochant sur le taillé (tagliato: nel 1º di rosso, a tre maglietti d'oro posti in orlo; nel 2º d'azzurro, al castello d'argento; alla sbarra d'oro cancellata di nero, attraversante sul tagliato) |
|        | Longvic Bandé d'or et d'azur à la clef d'argent brochant en pal, à la bordure de gueules (bandato d'oro e d'azzurro, alla chiave d'argento attraversante in palo; alla bordura di rosso) |
|        | Louesme D'argent à la croix ancrée de gueules en pointe, chapé de sable (d'argento, alla croce ancorata di rosso in punta, mantellato di nero) |
|        | Lucey Parti, au premier d'argent au chêne arraché de sinople englanté de sable, au deuxième aussi de sinople aux deux épis de blé, tigés et feuillés le tout d'or, tout posé sur une champagne ondée d'azur et sommé d'un chef aussi d'azur à la croix ancrée d'or chargée aux extrémités de quatre fleurs de lys de sable (partito: nel 1º d'argento, alla quercia sradicata di verde, ghiandifera di nero; nel 2º pure di verde, a due spighe di grano, fustate e fogliate. il tutto d'oro; il tutto poggiato su una campagna ondata d'azzurro e cimato da un capo pure d'azzurro, alla croce ancorata d'oro, caricata alle estremità da quattro gigli di nero) |
|        | Magny-sur-Tille Parti, au premier d'azur à la fleur de lys d'or, au second de gueules au lion aussi d'or (partito: nel 1º d'azzurro, al giglio d'oro; nel 2º di rosso, al leone pure d'oro) |
|        | Maisey-le-Duc D'azur à l'aigle d'or, au chef parti, au premier d'azur semé de fleurs de lys d'or à la bordure componée d'argent et de gueules (d'azzurro, all'aquila d'oro; al capo partito: nel 1º d'azzurro seminato di gigli d'oro, alla bordura composta d'argento e di rosso; nel 2º bandato d'oro e d'azzurro, alla bordura di rosso) |
|        | Mâlain Parti: au premier d'azur au sauvage d'or, au second de gueules au lion d'or; le tout sommé d'un chef d'or chargé de trois merlettes de sable (partito: nel 1º d'azzurro, al selvaggio d'oro; nel 2º di rosso, al leone d'oro; il tutto cimato da un capo d'oro caricato di tre merlotti di nero) |
|        | Marcenay D'azur aux deux gerbes de blé d'or soutenues d'un croissant du même (d'azzurro, a due covoni di grano d'oro sostenuti da un crescente dello stesso) |
|        | Marliens D'argent la fasce de gueules, chargées d'un soleil rayonnant d'or, accompagnée de trois trèfles de sinople, 2 et 1 (D'argento, alla fascia di rosso, caricata in cuore da un sole d'oro, e accompagnata da tre trifogli di verde) |
|        | Marsannay-la-Côte Fascé ondé d'or et d'azur de six pièces, au chef de sable chargé de deux cavaliers affrontés d'argent avec leurs lances de tournoi (fasciato ondato d'oro e d'azzurro; al capo di nero, caricato di due cavalieri affrontati d'argento con le loro lance da torneo) |
|        | Massingy D'azur au chevron d'or accompagné en chef de deux monts de trois coupeaux d'argent et en pointe d'une grappe de raisin aussi d'argent, feuillée du même (d'azzurro, allo scaglione d'oro, accompagnato in capo da due monti di tre cime d'argento e in punta da un grappolo d'uva pure d'argento fogliato dello stesso) |
|        | Merceuil De gueules au lion d'argent, à la fasce d'or brochant sur le tout (di rosso, al leone d'argento, alla fascia d'oro attraversante sul tutto) |
|        | Messigny-et-Vantoux Coupé, au premier d'azur au lion issant de la partition d'or, armé lampassé et allumé de gueules, au second du même au donjon d'argent, à la devise ondée aussi d'argent brochant sur la partition (troncato: nel 1º d'azzurro, al leone d'oro uscente dalla partizione, armato, lampassato e illuminato di rosso; nel 2º dello stesso, al mastio d'argento, alla divisa ondata pure d'argento sull apartizione) |
|        | Mirebeau-sur-Bèze De sinople à la bordure crénelée d'or, à la fasce ondée d'argent brochant sur le tout, au chef de gueules chargé de trois quintefeuilles aussi d'or (di verde, alla bordura merlata d'oro, alla fascia ondata d'argento attraversante; al capo di rosso, caricato di tre cinquefoglie pure d'oro) |
|        | Montbard D'azur à deux bars adossés d'argent, au chef parti, au premier d'azur semé de fleurs de lys d'or à la bordure componée d'argent et de gueules, au second bandé d'or et d'azur de six pièces à la bordure de gueules (alias: D'azur, à deux barbeaux d'or posés en fasce l'un de l'autre ; le premier tourné à droite, et le deuxième à gauche ; au chef de Bourgogne ancien) (d'azzurro, a due barbi addossati d'argento; al capo partito: nel 1° d'azzurro seminato di gigli d'oro, alla bordura composta d'argento e di rosso; nel 2° bandato d'oro e d'azzurro, alla bordura di rosso (alias: d'azzurro, a due barbi d'oro posti in fascia l'uno sull'altro; il primo rivolto a destra, il secondo a sinistra; al capo di Borgogna antica)) |
|        | Montigny-sur-Aube Coupé: au premier d'azur semé de fleurs de l'ys d'or au sautoir de gueules brochant sur le tout, au second de gueules à l'enclume d'argent mouvant de la pointe sommée de deux marteaux affrontés d'or, leurs manches d'argent posé en fasce (troncato: nel 1º d'azzurro seminato di gigli d'oro, al decusse di rosso attraversante sul tutto; nel 2º di rosso, all'incudine d'argento movente dalla punta, cimata da due martelli affrontati d'oro, con i manici d'argento posti in fascia) |
|        | Nantoux D'argent chaussé de gueules à la fasce ondée d'azur brochant sur le tout surmontée d'un loup courant de sable (d'argento, calzato di rosso, alla fascia ondata d'azzurro attraversante sul tutto e sormontata da un lupo corrente di nero) |
|        | Nolay D'argent au chevron de gueules accompagné de sept merlettes de sable, ordonnées 2 et 2 en chef l'une sur l'autre et 1 et 2 en pointe (d'argento, allo scaglione di rosso, accompagnato d sette merlotti di nero, ordinati 2 e 2 in capo, l'uno sull'altro, e 1 e 2 in punta) |
|        | Normier D'argent aux trois pals d'azur, à la croix de Malte de gueules brochant sur le tout (d'argento, a tre pali d'azzurro, alla croce di Malta di rosso attraversante sul tutto) |
|        | Nuits-Saint-Georges D'azur à trois bandes d'or, au chef de gueules chargé de trois quintefeuilles aussi d'or et soutenu d'une trangle d'argent (d'azzurro, a tre bande d'oro, al capo di rosso caricato di tre cinquefoglie pure d'oro e sostenuto da una trangla d'argento) |
|        | Ouges Ecartelé: au premier et au quatrième d'azur à l'écusson d'or aux trois bandes d'azur et à la bordure de gueules, accompagné de huis fleurs de lys aussi d'or ordonnées en orle, au deuxième et au troisième d'azur au coq hardi d'or; à la trangle ondée d'argent posée en fasce sur la partition (inquartato: nel 1º e 4º d'azzurro, allo scudetto d'oro a tre bande d'azzurro con la bordura di rosso, accompagnato da otto gigli pure d'oro ordinati in orlo; nel 2º e 3º d'azzurro, al gallo ardito d'oro; alla trangla ondata d'argento posta in fascia sulla partizione) |
|        | Pagny-le-Château D'or à l'aigle bicéphale de gueules, au chef d'azur chargé de trois chabots aussi d'or (d'oro, all'aquila bicefala di rosso; al capo d'azzurro caricato di tre scazzoni pure d'oro) |
|        | Pasques De sinople aux trois moutons d'argent (di verde, a tre montoni d'argento) |
|        | Perrigny-lès-Dijon Ecartelé d'argent et de gueules, au chef d'azur chargé de trois molettes de huit rais d'or (inquartato d'argento e di rosso; al capo d'azzurro caricato di tre rotelle di sperone di otto raggi d'oro) |
|        | Plombières-lès-Dijon D'azur aux deux lances de tournoi d'or passées en sautoir, cantonnées de quatre colombes d'argent (d'azzurro, a due lance da torneo d'oro passate in decusse, accantonate da quattro colombe d'argento) |
|        | Pluvault D'or au lion couronné d'azur (d'oro, al leone coronato d'azzurro) |
|        | Poncey-lès-Athée D'argent aux deux pointes ondoyantes de gueules mouvant de la pointes, accompagnées en chef de l'inscription 1467-1870 de sable (d'argento, a due pile ondeggianti di rosso moventi dalla punta, accompagnate in capo dall'iscrizione 1467-1870 di nero) |
|        | Pothières De sinople à deux clés d'argent posées en sautoir, à la croix abbatiale d'or posée en pal brochante sur les clés (di verde, a due chiavi d'argento passate in decusse, alla croce da abate d'oro posta in palo e attraversante sulle chiavi) |
|        | Pouilly-en-Auxois Parti d'or et d'azur aux deux chevrons ondés l'un en l'autre, à la bordure de gueules (partito d'oro e d'azzurro a due scaglioni ondati dall'uno all'altro; alla bordura di rosso) |
|        | Précy-sous-Thil D'or aux trois lionceaux de gueules armés et lampassés de sable chaussé de sinople (d'oro, a tre lioncelli di rosso, armati e lampassati di nero, calzato di verde) |
|        | Prenois D'argent au prunier arraché de sinople fruité de quatre pièces de pourpre, au chef de gueules chargé de trois quintefeuilles d'or (d'argento, al susino sradicato di verde, fruttato di quattro pezzi di porpora; al capo di rosso, caricato da tre cinquefoglie d'oro) |
|        | Puits Palé d'argent et d'azur, à la bande de gueules chargée de trois coquilles d'or brochant sur le tout (palato d'argento e d'azzurro, alla banda di rosso, caricata da tre conchiglie d'oro, attraversante sul tutto) |
|        | Renève D'argent au cheval cabré de gueules, mantelé d'azur semé de fleurs de lys (troncato in scaglione: nel 1º d'azzurro seminato di gigli d'oro; nel 2º d'argento, al cavallo spaventato di rosso) |
|        | Rochefort-sur-Brévon D'azur semé de billettes d'or; au chef d'argent, chargé d'un lion léopardé de gueules (d'azzurro seminato di plinti d'oro; al capo d'argento, caricato di un leone illeopardito di rosso) |
|        | Rouvres-en-Plaine D'azur à la tour d'argent, au chef bandé d'or et d'azur de six pièces borduré de gueules (d'azzurro, alla torre d'argento; al capo bandato d'oro e d'azzurro, alla bordura di rosso) |
|        | Saint-Jean-de-Losne De Bourgogne, à la champagne d'azur à la Légion d'honneur au naturel suspendue à un fermail de gueules (di Borgogna, alla campagna d'azzurro, alla Legion d'onore al naturale appesa a un fermaglio di rosso) |
|        | Saint-Julien De gueules au Saint Julien de carnation, nimbé d'argent, vêtu, capé et casqué d'or, monté un cheval d'argent sellé et harnaché du même, tenant dans sa main dextre une bannière aussi d'argent pavillonée d'or chargée d'une croisette d'argent, le tout sur une térasse aussi d'or; au chef palé d'azur et d'argent de six pièces à la bande de gueules chargée de trois coquillages d'or (di rosso, al Sant Julien di carnagione, nimbato d'argento, vestito, cappato e munito di casco d'oro, montante un cavallo d'argento, sellato, brigliato e gualdrappato dello stesso, tenente con la destra una bandiera d'oro caricata da una croce d'argento e fustata dello stesso, il tutto su una terrazza pure d'oro; all capo palato d'azzurro e d'argento, alla banda di rosso caricata da tre conchiglie d'oro)                                                     |
|        | Saint-Léger-Triey D'argent aux deux filets ondés en fasce d'azur, au pal de sinople chargé d'une crosse d'or brochant sur le tout, au chef de gueules chargé de trois chabots aussi d'or (d'argento, a due filetti ondati in fascia d'azzurro, al palo di verde caricato da un pastorale d'oro attraversante sul tutto; al capo di rosso caricato da tre scazzoni pure d'oro) |
|        | Saint-Philibert D'argent au pal ondé d'azur, chargé d'une canne de bergé d'or; accompagné de deux croix de Malte de gueules aux cantons senestre de la pointe et dextre du chef (d'argento, al palo ondato d'azzurro, caricato da un bastone da pastore d'oro, accompagnato da due croci di Malta di rosso nei cantoni destro del palo e sinistro della punta) |
|        | Saint-Seine-l'Abbaye D'azur au dextrochère de carnation, habillé d'une manche large d'argent, tenant une crosse contournée d'or posée en pal (d'azzurro, al destrocherio di carnagione, vestito da una manica larga d'argento, tenente un pastorale rivoltato d'oro posto in palo) |
|        | Saint-Seine-sur-Vingeanne De gueules aux trois jumelle d'or (di rosso, a tre gemelle in fascia d'oro) |
|        | Sainte-Marie-la-Blanche D'azur à la Vierge et l'Enfant Jésus d'argent, nimbés d'or, posés sur un croissant du même; chapé-ployé d'herminer (d'azzurro, alla Vergine col Bambino Gesù d'argento, nimbati d'oro, posati su un crescente dello stesso; il tutto incappato d'armellino) |
|        | Sainte-Marie-sur-Ouche D'azur au pont à trois arches d'argent accompagné en pointe d'une fleur de lys d'or (d'azzurro, al ponte di tre archi d'argento, accompagnato in punta da un giglio d'oro) |
|        | Santenay D'or à la bande de gueules chargée de trois croisettes d'argent accompagnée de deux tourteaux, un en chef fascé ondé de six pièces d'argent et d'azur, un en pointe de gueules rempli d'argent chargé d'une grappe de raisin aussi de gueules (d'oro, alla banda di rosso caricata di tre crocette d'argento, accompagnata da due torte, una in capo, fasciata ondata d'argento e d'azzurro, una in punta d'argento, bordata di rosso e caricata da un grappolo d'uva pure di rosso) |
|        | Saulieu De gueules à une épée d'argent garnie d'or, accompagnée de trois fleurs de lys d'or, une en chef et deux en flancs (di rosso, alla spada d'argento guarnita d'oro, accompagnata da tre gigli dello stesso, uno in capo e due ai fianchi) |
|        | Saulon-la-Rue De sinople à la fasce d'or, à la tour couverte d'argent, ouverte, ajourée et maçonnée de sable, brochant sur le tout (di verde, alla fascia d'oro, alla torre coperta d'argento, aperta, finestrata e murata di nero, attraversante sul tutto) |
|        | Savigny-le-Sec De gueules au soleil éclipsé d'or accompagné de deux palmes d'argent, leurs tiges posées en sautoir et liées d'un ruban de sinople (di rosso, all'ombra di sole d'oro, accompagnata da due palme d'argento, poste in decusse e legate da un nastro di verde) |
|        | Savoisy D'azur au chevron accompagné en chef de deux merlettes et en pointe de trois clés, le tout d'or (d'azzurro, allo scaglione, accompagnato in capo da due merlotti e in punta da tre chiavi, il tutto d'oro) |
|        | Savouges Palé d'argent et de gueules de dix pièces à la fasce d'azur chargée d'un croissant aussi d'argent brochant le tout (palato d'argento e di rosso di dieci pezzi, alla fascia d'azzurro caricata da un crescente pure d'argento) |
|        | Selongey De gueules au château de trois tours d'argent, celle du milieu crénelée de sept pièces, plus grosse et plus haute que les autres, le tout ajouré et maçonné de sable (di rosso, al castello di tre torri d'argento, quella centrale merlata di sette pezzi, più grossa e più alta delle altre, il tutto finestrato e murato di nero) |
|        | Semur-en-Auxois D'azur à la tour d'argent crénelée de cinq pièces, maçonnée de sable, chargée d'un écusson bandé d'or et d'azur à la bordure de gueules (d'azzurro, alla torre d'argento merlata di cinque pezzi, murata di nero, caricata di uno scudetto bandato d'oro e d'azzurro alla bordura di rosso) |
|        | Sennecey-lès-Dijon D'azur au chevron d'or accompagné en chef de deux losages et en pointe d'une croix trèflé, le tout d'or (d'azzurro, allo scaglione d'oro, accompagnato in capo da due losanghe e in punta da una croce trifogliata, il tutto d'oro) |
|        | Soirans D'azur au chevron d'or accompagné de trois étoiles d'argent (d'azzurro, allo scaglione d'oro, accompagnato da tre stelle d'argento) |
|        | Source-Seine - (-) |
|        | Sussey De gueules à la croix ancrée d'argent remplie de sable, à la tour couverte d'argent ouverte, ajourée et maçonnée aussi de sable brochant le tout (di rosso, alla croce ancorata d'argento ripiena di nero, alla torre coperta d'argento, aperta, finestrata e murata pure d'oro attraversante sul tutto) |
|        | Talmay Parti, au premier d'azur au deux trangles ondées abaissées d'argent, au donjon du chateau du lieu d'or ajouré de sable brochant, aux trois feuilles de chêne de sinople posés en pal et en sautoir surbrochant le tout, au second de gueules au lion d'or; au chef parti, au premier d'azur semé de fleurs de lys d'or à la bordure componée d'argent et de gueules, au second bandé d'or et d'azur de six pièces à la bordure de gueules (partito: nel 1º d'azzurro, a due trangle ondate abbassate d'argento, al mastio del castello locale d'oro, finestrato di nero attraversante, a tre foglie di quercia di verde poste in palo e in decusse attraversante sul tutto; nel 2º di rosso, al leone d'oro; al capo partito: nel 1º d'azzurro seminato di gigli d'oro, alla bordura composta d'argento e di rosso; nel 2º bandato d'oro e d'azzurro, alla bordura di rosso) |
|        | Tart-le-Haut De gueules à la croix d'or chargée d'un arbre arraché de sinople (di rosso, alla croce d'oro caricata da un albero sradicato di verde) |
|        | Ternant D'argent aux trois pals ondés d'azur, à la fasce d'or chargée de trois quintefeuilles versées de gueules brochant sur le tout (d'argento, a tre pali ondati d'azzurro, alla fascia d'oro caricata di tre cinquefoglie rovesciate di rosso attraversante sul tutto) |
|        | Thury De gueules à trois chevrons d'or (di rosso, a tre scaglioni d'oro) |
|        | Til-Châtel D'or à la clé de gueules posée en pal (d'oro, alla chiave di rosso posta in palo) |
|        | Toutry Parti: d'azur aux trois épis de blé feuillés d'or, de taille croissante vers la pointe et rangés en fasce, au second d'or aux deux roues de moulin de six augets de sable l'une sur l'autre (partito: nel 1º d'azzurro, a tre spighe di grano fogliate d'oro, di grandezza crescente verso la punta e ordinate in fascia; nel 2º d'oro, a due ruote da mulino a sei pale di nero, l'una sull'altra) |
|        | Trochères D'azur, à une épée et une clé d'argent passées en sautoir, accompagnées, en flancs, de deux fleurs de lys d'or, un pal ondé d'azur, bordé d'argent, brochant sur le tout, au chef de gueules, chargé de trois chaumières d'argent, soutenu d'une trangle de même (d'azzurro, a una spada e una chiave d'argento poste in decusse, accompagnate, ai fianchi, da due gigli d'oro, e un palo ondato d'azzurro, bordato d'argento, attraversante sul tutto; al capo di rosso, caricato di tre capanne d'argento, sostenuto da una trangla dello stesso) |
|        | Vannaire D'azur aux trois feuilles de chêne d'or posée 2 et 1, chaussé du même (d'azzurro, a tre foglie di quercia d'oro, poste 2 e 1, calzato dello stesso) |
|        | Vanvey D'azur, à la roue de moulin d'or, au chef parti: au I d'azur semé de fleurs de lys d'or et à la bordure componée d'argent et de gueules, au II bandé d'or et d'azur de six pièces et à la bordure de gueules (d'azzurro, alla ruota di mulino d'oro; al capo partito: nel 1º d'azzurro seminato di gigli d'oro, alla bordura composta d'argento e di rosso; nel 2º bandato d'oro e d'azzurro, alla bordura di rosso) |
|        | Varanges D'azur à trois bandes ondées d'argent, accompagné de deux trèfles d'or (d'azzurro, a tre bande ondate d'argento, accompagnate da due trifogli d'oro) |
|        | Varois-et-Chaignot De gueules à la fasce ondée d'or soutenue d'une autre fasce d'argent, accompagnée de trois étoiles du même posées en pal (di rosso, alla fascia ondata d'oro sostenuta da un'altra fascia d'argento, accompagnata da tre stelle dello stesso ordinate in palo) |
|        | Veilly D'or au tilleul au naturel posé sur une térasse de sinople, au chef de gueules à la croix ancrée aussi d'or (d'oro, al tiglio al naturale posato su una terrazza di verde; al capo di rosso caricato da una croce ancorata pure d'oro) |
|        | Venarey-les-Laumes D'argent à trois flammes de gueules mouvant de la pointe (d'argento, a tre fiamme di rosso moventi dalla punta) |
|        | Verdonnet Coupé, au premier d'azur au deux fleurs de lys d'or, au second parti:au I bandé d'or et d'azur de six pièces et à la bordure de gueules, au II d'azur semé de fleurs de lys d'or et à la bordure componée d'argent et de gueules, à la crosse abbatiale d'argent accompagnant les fleurs du premier et brochant sur la partition du second (troncato: nel 1º d'azzurro a due gigli d'oro; nel 2º partito:in I bandato d'oro e d'azzurro, alla bordura di rosso; in II d'azzurro seminato di gigli d'oro, alla bordura composta d'argento e di rosso; al pastorale d'argento che accompagna i gigli nel 1º ed è attraversante sulla partizione del 2º) |
|        | Vic-des-Prés De sinople au chevron d'or, accompagné en chef de deux têtes de boeuf adossées et en pointe d'une clef aussi d'or (di verde, allo scaglione d'oro, accompagnato in capo da due teste di bue addossate d'argento e in punta da una chiave pure d'oro) |
|        | Vignoles D'argent au cep de vigne de sinople, pampré du même, fruité de gueules, soutenu de sable (d'argento, al ceppo di vite di verde, pampinoso dello stesso, fruttato di rosso, sostenuto di nero) |
|        | Villedieu D'azur à la crosse abbatiale d'or entre de deux tours d'argent, à la térrasse bandée d'or et d'azur de six pièces à la bordure de gueules (d'azzurro, al pastorale d'oro tra due torri d'argento; alla terrazza bandata d'oro e d'azzurro alla bordura di rosso) |
|        | Villers-Patras De gueules aux deux clés d'argent passées en sautoir surmontées d'une fleur de lys d'or, à la bordure aussi d'argent (di rosso, a due chiavi d'argento passate in decusse, sormontate da un giglio d'oro; alla bordura pure d'argento) |
|        | Villers-les-Pots D'or, à la fasce de gueules, chargée de trois maillets aussi d'or, accompagnée de trois pots du deuxième (d'oro, alla fascia di rosso, caricata di tre maglietti pure d'oro, accompagnata da tre brocche del secondo) |
|        | Villiers-le-Duc 'D'azur au chêne arraché englanté d'or, au chef parti, au premier d'azur semé de fleurs de lys d'or à la bordure componée d'argent et de gueules, au second bandé d'or et d'azur de six pièces à la bordure de gueules (d'azzurro, alla quercia sradicata e ghiandifera d'oro; al capo partito: nel 1º d'azzurro seminato di gigli d'oro, alla bordura composta d'argento e di rosso; nel 2º bandato d'oro e d'azzurro, alla bordura di rosso) |
|        | Villotte-sur-Ource D'azur au fasce ondée d'argent, accompagnée en chef de deux coquilles d'or et en pointe d'une roue dentée aussi d'or (d'azzurro, alla fascia ondata d'argento, accompagnata in capo da due conchiglie d'oro e in punta da una ruota dentata pure d'oro) |
|        | Vitteaux D'azur à la hache consulaire contournée d'argent, le faisceau formé de flèches renversées du même, leurs pointes émoussées de sable, et lié de gueules (d'azzurro, all'ascia consolare rivoltata d'argento, col fascio formato da frecce rovesciate dello stesso, con le punte smussate di nero, e legato di rosso) |
|        | Vix Coupé, au premier d'azur au lion d'or, au second d'or au pot de sinople (troncato: nel 1º d'azzurro, al leone d'oro; nel 2º d'oro, al vaso di verde) |
|        | Voulaines-les-Templiers De sable à deux chevaliers d'argent , montant un cheval du même, à la champagne d'argent chargée d'un château de sable (di nero, a due cavalieri d'argento, che montano un cavallo dello stesso, alla campagna d'argento caricata da un castello di nero) |